# Антон Чехов (фильм)
«Антон Чехов» (фр. Anton Tchekhov ? - 1890) — художественный историко-биографический фильм, снятый в 2015 году французским режиссёром Рене Фере. Кинокартина охватывает пять лет — с 1885 по 1890 годы — из жизни русского писателя Антона Павловича Чехова.

## Сюжет
Сюжет кинокартины основан на биографии Антона Павловича Чехова, семьянина, врача, талантливого писателя. В фильме показан период его жизни с 1885 по 1890 годы, ставший знаковым и переломным в его жизни. Работая уездным врачом в Чикинской больнице, он вынужден помогать материально своей семье — для этого пытается продать в местные газеты свои рассказы и статьи, которые подписывает забавным псевдонимом «Антоша Чехонте». Однако мало кто горит желанием печатать никому неизвестного юношу.
Однажды в дом Чехова приезжают известные литераторы Григорович и Суворин. Ознакомившись с рядом его произведений, они предлагают будущему врачу оставить занятия медициной и полностью погрузиться в мир литературы, на что Антон Павлович без сомнений согласился. Этот момент стал переломным в жизни молодого человека: он начинает писать театральные пьесы, получает Пушкинскую премию, даже сам Лев Толстой восхищается им.
Однако эти годы стали для Чехова и одними из наиболее тяжёлых: умирает его старший брат Коля, а сам он решает ехать на далёкий Сахалин, чтобы получить полное представление о стране, в которой живёт, но вскоре узнаёт, что и сам смертельно болен.

## В ролях
| Актёр                | Роль                                   |
| -------------------- | -------------------------------------- |
| Николя Жиро          | Антон Чехов                            |
| Лолита Шамма         | Маша Чехова (сестра Антона)            |
| Бронтис Ходорковский | Александр Чехов (старший брат Антона)  |
| Робинсон Стевенен    | Коля Чехов (младший брат Антона)       |
| Дженна Тиам          | Лика Мизинова (близкая подруга Антона) |
| Мари Фере            | Анна (учительница)                     |
| Жак Боннаффе         | Суворин                                |
| Филипп Наон          | Григорович                             |
| Александр Зефф       | Исаак                                  |
| Фредерик Пьеро       | Лев Толстой                            |

## Интересные факты
- Все актёры кинокартины, среди которых нет ни одного русского, говорят исключительно на французском языке. Кроме того, в нём не присутствует ни одной книги или надписи на кириллице.
- Фильм был снят во французском регионе Лимузен, а сцены острова Сахалин — в Норвегии.
- Мировая премьера фильма состоялась 24 января 2015 года за 3 месяца до смерти его сценариста и режиссёра Рене Фере. Кинокартина стала последней в его жизни работой[3][4].